# جهاز المخابرات والأمن العام (هولندا)
جهاز المخابرات والأمن العام الهولندي (بالهولندية: Algemene Inlichtingen- en Veiligheidsdienst)‏ وكالة الاستخبارات والأمن في هولندا المكلفة بالاستخبارات المحلية والأجنبية والإشارات وحماية الأمن القومي. تأسس الجهاز عام 2003.